# 22817 Шанкар
22817 Шанкар (22817 Shankar) — астероїд головного поясу, відкритий 7 вересня 1999 року.
Тіссеранів параметр щодо Юпітера — 3,405.